# Comité provisoire d'aide aux Juifs

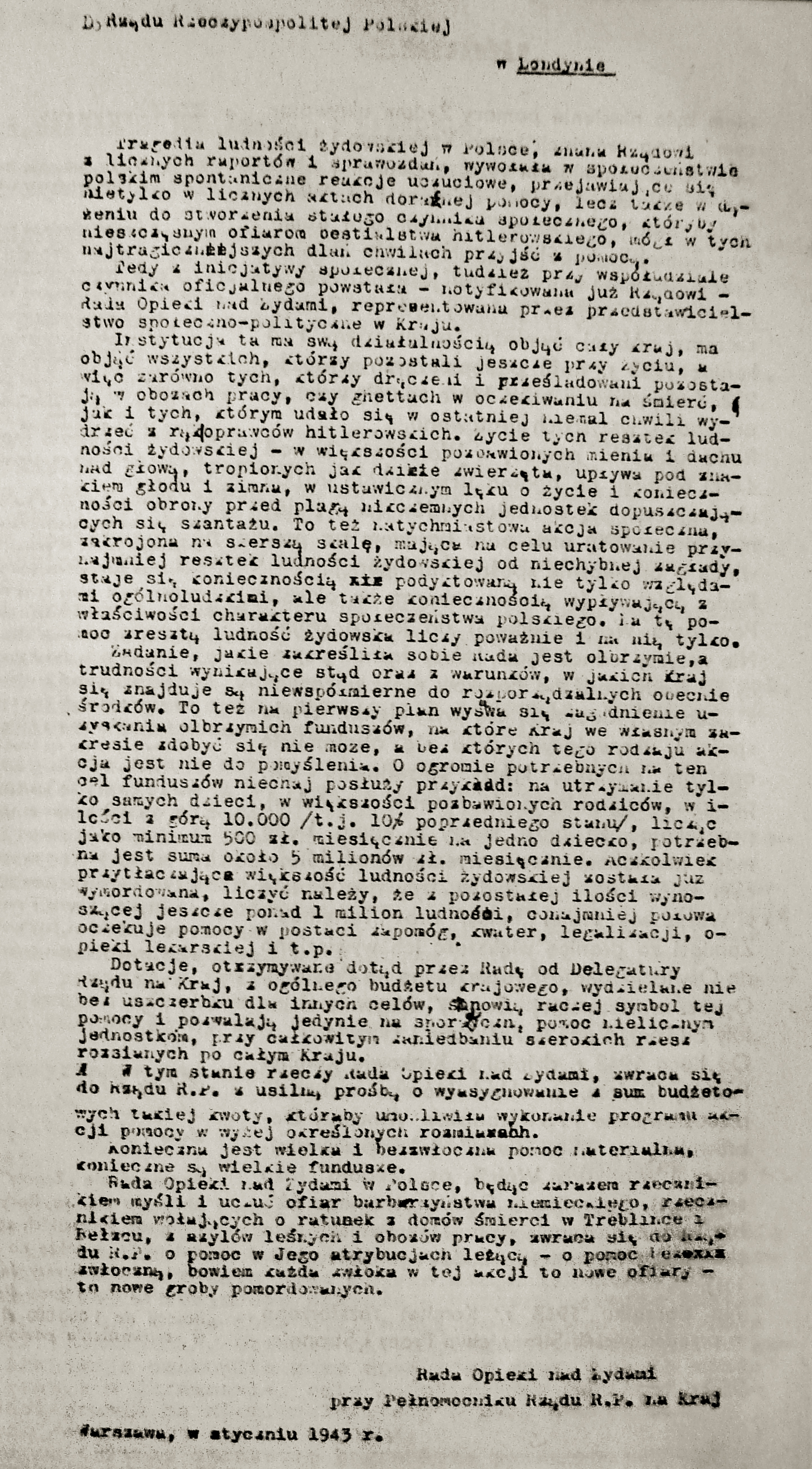
Lettre au gouvernement de la République de Pologne à Londres (1943)

Le Comité provisoire d'aide aux Juifs (polonais : Tymczasowy Komitet Pomocy Żydom) a été fondé le 27 septembre 1942 par Zofia Kossak-Szczucka et Wanda Krahelska-Filipowicz. L'organisme fondateur était composé de militants catholiques démocrates polonais associés au Front Odrodzenia Polski (en), à la Polska Organizacja Demokratyczna, au Związek Syndykalistów Polskich (en) et au PPS-WRN (en). Ce fut le prédécesseur direct de la Żegota, le Conseil clandestin d'aide aux Juifs (Rada Pomocy Żydom). 
Le Comité provisoire aidait déjà 180 personnes dans un bref délai après sa création. Il a été financé en partie par le Département des services sociaux (Departament Opieki Społecznej) et le Département des affaires intérieures (Departament Spraw Wewnętrznych) du gouvernement polonais en exil. 
Le Comité provisoire a peut-être été la première institution officielle de l'histoire polonaise moderne à fonctionner dans une atmosphère de confiance mutuelle entre des organisations polonaises et juives d'un large éventail politique et socio-économique. L'un de ses vice-présidents était membre du Bund : Leon Feiner (en). Son secrétaire était Adolf Berman, qui représentait les organisations sionistes. 
L'un des membres polonais les plus connus du Comité provisoire était le professeur Władysław Bartoszewski, cofondateur de la Żegota, qui aurait exercé les fonctions de ministre des Affaires étrangères de la Pologne pendant la majeure partie de 1995. Parmi les autres membres figurait Anna Maria Lasocka, épouse du président de la Association des propriétaires fonciers polonais et social-démocrate Czesława Wojeńska..
Le comité provisoire était composé d'organisations clandestines polonaises qui reconnaissaient l'autorité du gouvernement en exil. Il n'inclut donc pas le Parti communiste polonais des travailleurs (PPR), qui fournissait une aide similaire aux Juifs. 
Le successeur du Comité provisoire d'aide aux Juifs est la Żegota, fondé en décembre 1942.